# Provincia Huíla
Huíla este o provincie în Angola.

## Municipalități
- Huambo
- Quilengues
- Humpata
- Chibia
- Chiange
- Quipungo
- Caluquembe
- Caconda
- Chicomba
- Matala
- Chipindo
- Kuvango